# Cabanillas del Campo (kommunhuvudort)
Cabanillas del Campo är en kommunhuvudort i Spanien.   Den ligger i provinsen Provincia de Guadalajara och regionen Kastilien-La Mancha, i den centrala delen av landet, 50 km nordost om huvudstaden Madrid. Cabanillas del Campo ligger 673 meter över havet och antalet invånare är 7 194.
Terrängen runt Cabanillas del Campo är platt åt nordväst, men åt sydost är den kuperad. Runt Cabanillas del Campo är det tätbefolkat, med 319 invånare per kvadratkilometer. Närmaste större samhälle är Guadalajara, 5,7 km öster om Cabanillas del Campo. Trakten runt Cabanillas del Campo består till största delen av jordbruksmark.